# Cypress (Texas)
Cypress è una comunità non incorporata situata nella contea di Harris, Texas, Stati Uniti, completamente all'interno della giurisdizione extraterritoriale della città di Houston. L'area di Cypress si trova lungo l'U.S. Highway 290 (Northwest Freeway), a 38,62 km a nord-ovest della Downtown Houston. Il centro urbano di Cypress si posiziona al 50º posto nelle prime 100 aree urbane a maggior reddito negli Stati Uniti.
A partire dagli anni '80, un massiccio sviluppo residenziale e commerciale, trasformò l'area rurale in una delle più grandi comunità suburbane di Houston.

## Storia
La recente scoperta del "punto di proiettile" di San Patrice presso il sito di Dimond Knoll, vicino al Cypress Creek, attesta la presenza umana nell'area fin dal 7 500 a.C. All'inizio dell'era storica, l'area intorno all'attuale Cypress era popolata dalla tribù indiana degli Atakapa, ma presto scomparvero dopo l'arrivo, verso il 1840, dei coloni tedeschi .
L'eredità tedesca si riflesse in particolare nei nomi di alcune delle principali vie di comunicazione dell'area, come le strade di Huffmeister e Telge. Il generale Sam Houston e il suo esercito texano si accamparono nell'area il 22 marzo 1836 sulla strada per Harrisburg, ora a East Houston, pochi giorni prima della battaglia di San Jacinto.
L'area rimase prevalentemente rurale fino all'inizio degli anni '90, quando gli amministratori della città iniziarono la costruzione di diverse comunità pianificate. L'area viene spesso indicata come "Cy-Fair" o "Cypress-Fairbanks", denominazione assunta nel momento in cui la Big Cypress School e la Fairbanks High School si unirono negli anni '30 per formare la Cy-Fair High School e il Cypress-Fairbanks Independent School District. Nel marzo 2008, la Cypress Historical Society (CHS) venne costituita come società senza scopo di lucro con la missione principale di "... scoprire, educare, promuovere, raccogliere, conservare e rendere disponibili al pubblico, documenti storici e artefatti dell'area di Cypress". La CHS organizza periodicamente eventi mirati per educare i residenti di Cypress ai fondamenti storici e culturali sui quali fu costruita l'area.

## Geografia fisica

### Territorio
Cypress è situato vicino all'intersezione tra la US Highway 290 e Spring-Cypress Road, all'interno dello spartiacque tra il Cypress Creek ed il Little Cypress Creek. Oltre alle strade menzionate troviamo FM 529 a sud, la HWY 6 e la FM 1960, ad est, e la HWY 249 a nord. La comunità mostra due distinti profili geografici separati dalla Highway 290. L'area nord-est è fittamente boscosa, mentre la zona sud-ovest è costituita prevalentemente da ranch privati e praterie erbose punteggiate di cespugli, lecci e querce. Cypress cade sotto la giurisdizione di Harris County Precincts 3 e 4 (separati da Cypress Creek). Le arterie principali includono la Highway 290 a sud e la State Highway 249 a est.

### Clima
Il clima è caratterizzato da estati calde e umide con inverni generalmente miti o freddi. Secondo il sistema di classificazione del clima di Köppen, Cypress viene indicata con un clima subtropicale umido, abbreviato sulle mappe climatiche con il codiceː "Cfa".

## Società

### Evoluzione demografica
Secondo il censimento degli Stati Uniti del 2010, a Cypress erano residenti 122 803 persone, incluse in 39 705 famiglie. Complessivamente vi erano 41 761 unità abitative aventi un tasso di occupazione totale del 95,1% con una densità media 524 unità abitativa per km.²
Con il codice postale 77429 Cypress è una delle località dei più ricche della Contea di Harris. Quasi il 77% della popolazione ha un reddito superiore a 50 000 $ mentre il 42.65% guadagna oltre 100 000 $. Il centro urbano DI Cypress si posiziona al 50 ° posto nelle prime 100 aree urbane a più alto reddito negli Stati Uniti. Secondo il censimento Americano del 2010, in Cypress i bianchi erano al 73,4% (compresi gli ispanici o/e i latini), 10,6% neri o afroamericani, 0,5% nativi americani, 6,3% asiatici, 0,07% Pacific Islander, 6,4% da altre razze.